# Arrondissement Dax
Dax is een arrondissement van het Franse departement Landes in de regio Nouvelle-Aquitaine. De onderprefectuur is Dax.

## Kantons
Het arrondissement was samengesteld uit de volgende kantons:
- Kanton Amou
- Kanton Castets
- Kanton Dax-Nord
- Kanton Dax-Sud
- Kanton Montfort-en-Chalosse
- Kanton Mugron
- Kanton Peyrehorade
- Kanton Pouillon
- Kanton Saint-Martin-de-Seignanx
- Kanton Saint-Vincent-de-Tyrosse
- Kanton Soustons
- Kanton Tartas-Est
- Kanton Tartas-Ouest

Door het decreet van 18 februari 2014 is de samenstelling sinds 2015 als volgt:
- deel Kanton Côte d'Argent
- Kanton Coteau de Chalosse
- Kanton Dax-1
- Kanton Dax-2
- Kanton Marensin-Sud
- Kanton Orthe et Arrigans
- deel Kanton Pays morcenais tarusate
- Kanton Pays tyrossais
- Kanton Seignanx